# Тринчешть
Тринчешть, Тринчешті (рум. Trâncești) — село у повіті Алба в Румунії. Входить до складу комуни Скерішоара.
Село розташоване на відстані 339 км на північний захід від Бухареста, 70 км на північний захід від Алба-Юлії, 64 км на південний захід від Клуж-Напоки, 149 км на північний схід від Тімішоари.

## Населення
За даними перепису населення 2002 року у селі проживали 30 осіб, усі — румуни. Усі жителі села рідною мовою назвали румунську.